# Камилух
Камилух (авар. Къамилухъ) — село в Тляратинском районе Дагестана (Россия). Административный центр сельсовета «Камилухский».

## География
Самое высокогорное село района — высота центра села над уровнем моря 2001 м. В черте села река Нехтильор впадает в реку Джурмут (после слияния с рекой Хзанор называется Аварское Койсу). Восточнее села расположен хребет Кахибмеэр.

## Население
| 1869 | 1888 | 1895  | 1926 | 1939 | 1970 | 1989 |
| ---- | ---- | ----- | ---- | ---- | ---- | ---- |
| 184  | ↗352 | ↘346  | ↘207 | ↗238 | ↗409 | ↗775 |
| 2002 | 2010 | 2021  |      |      |      |      |
| ↗867 | ↗903 | ↗1091 |      |      |      |      |

Село населено аварцами, говорящими на анцухском диалекте аварского языка.
В селе есть средняя школа — Государственное казённое общеобразовательное учреждение «Камилухская СОШ Тляратинского района».
С селом связаны популярные туристические маршруты.